# Православ'я в Луганській області

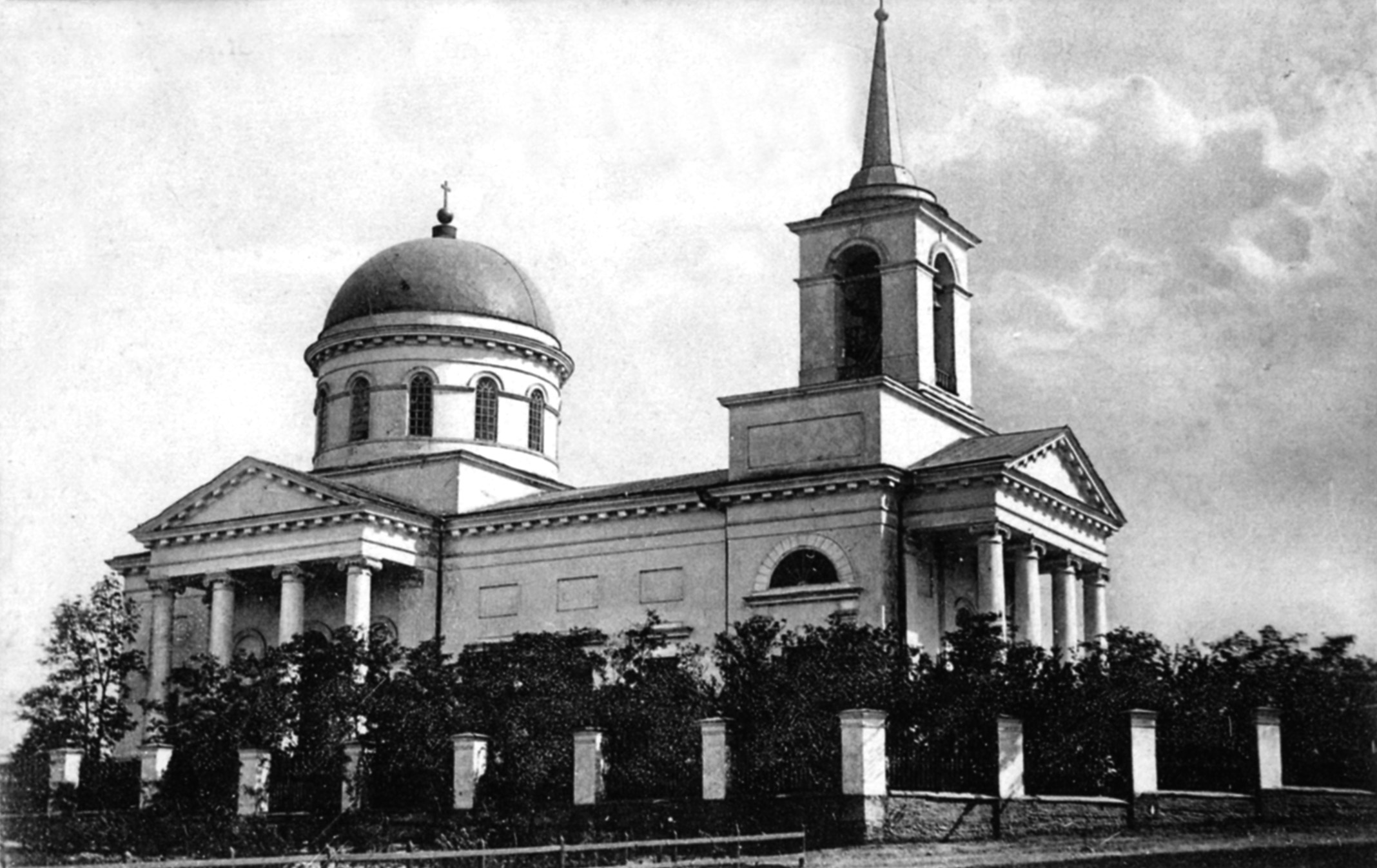
Миколаївський собор у Луганську. Зруйнований

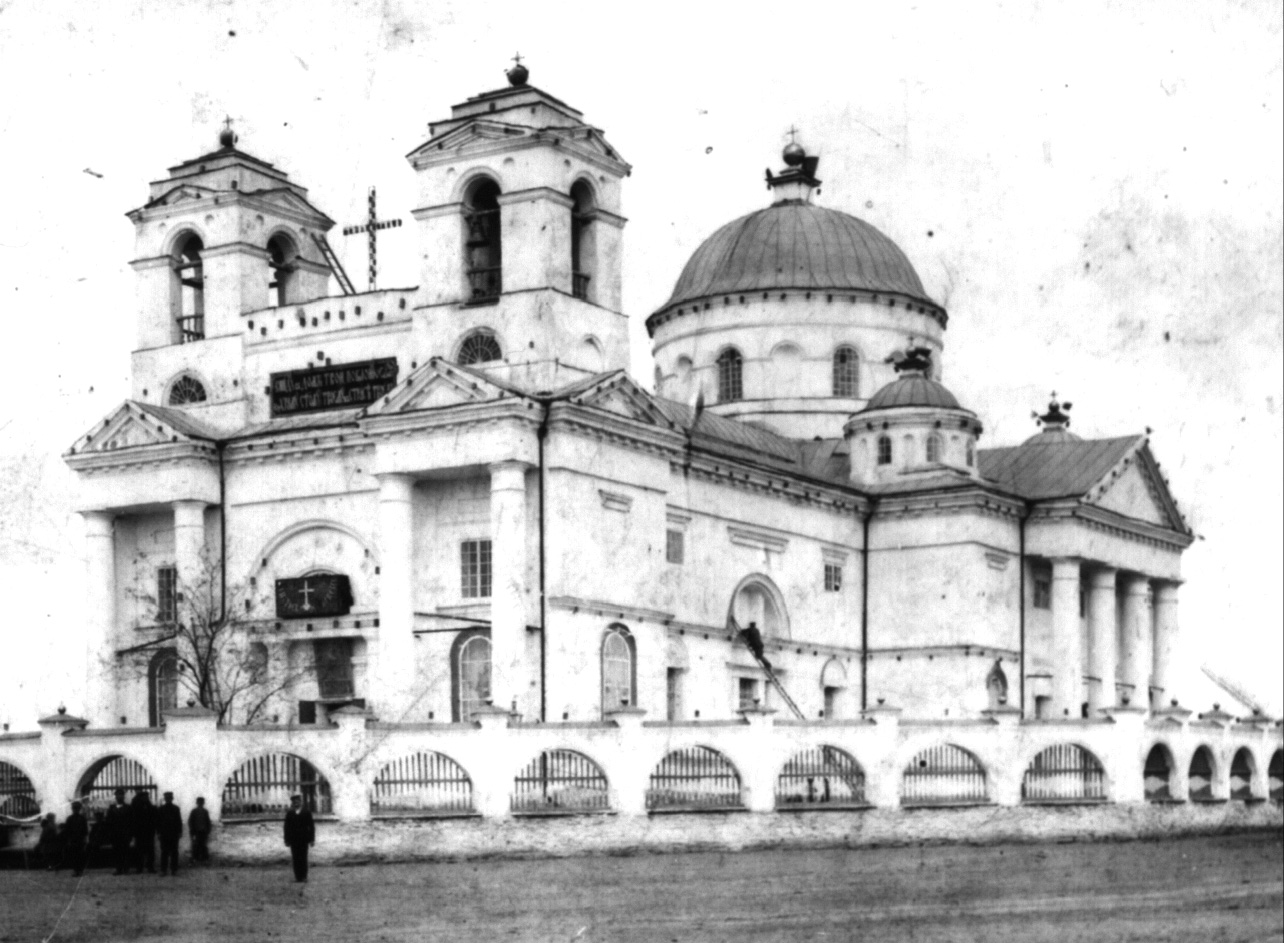
Церква в с.Успенка. Зруйнована

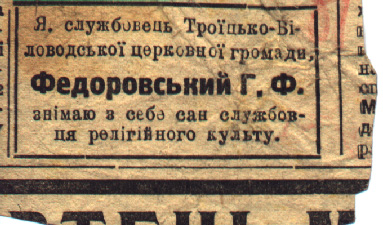
Повідомлення у місцевій газеті про зречення священика у 1930-х рр.

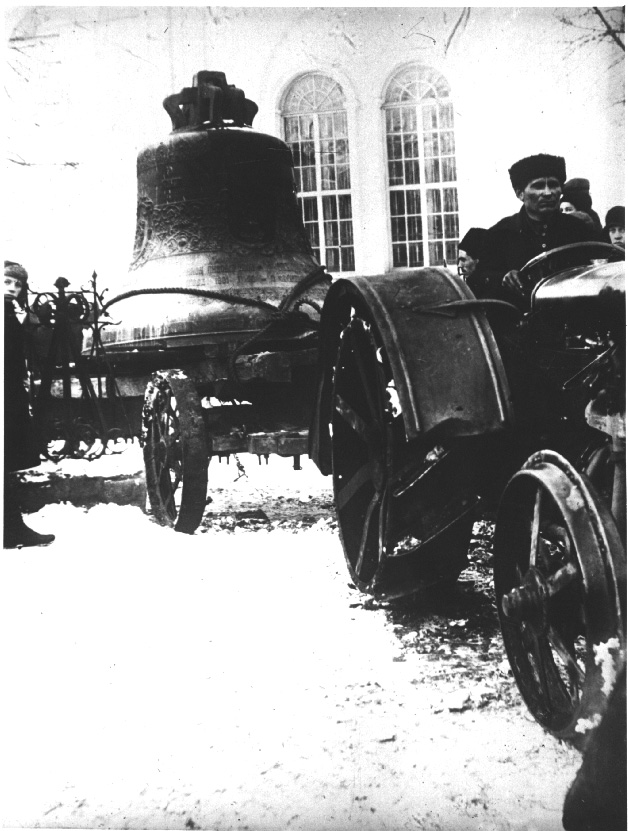
Зняття дзвонів з храмів (Луганськ, 1929 р.)

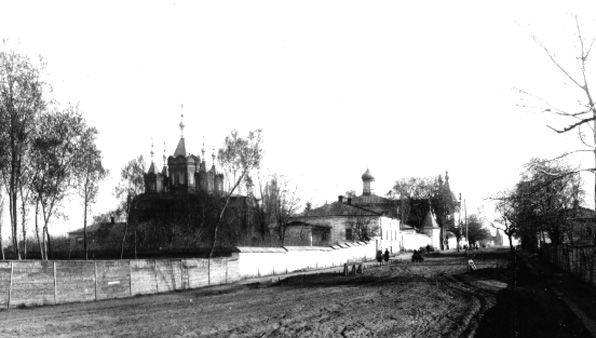
Старобільський монастир (Фото XIX ст.)

Свято-Троїцький кафедральний собор (УПЦ КП)

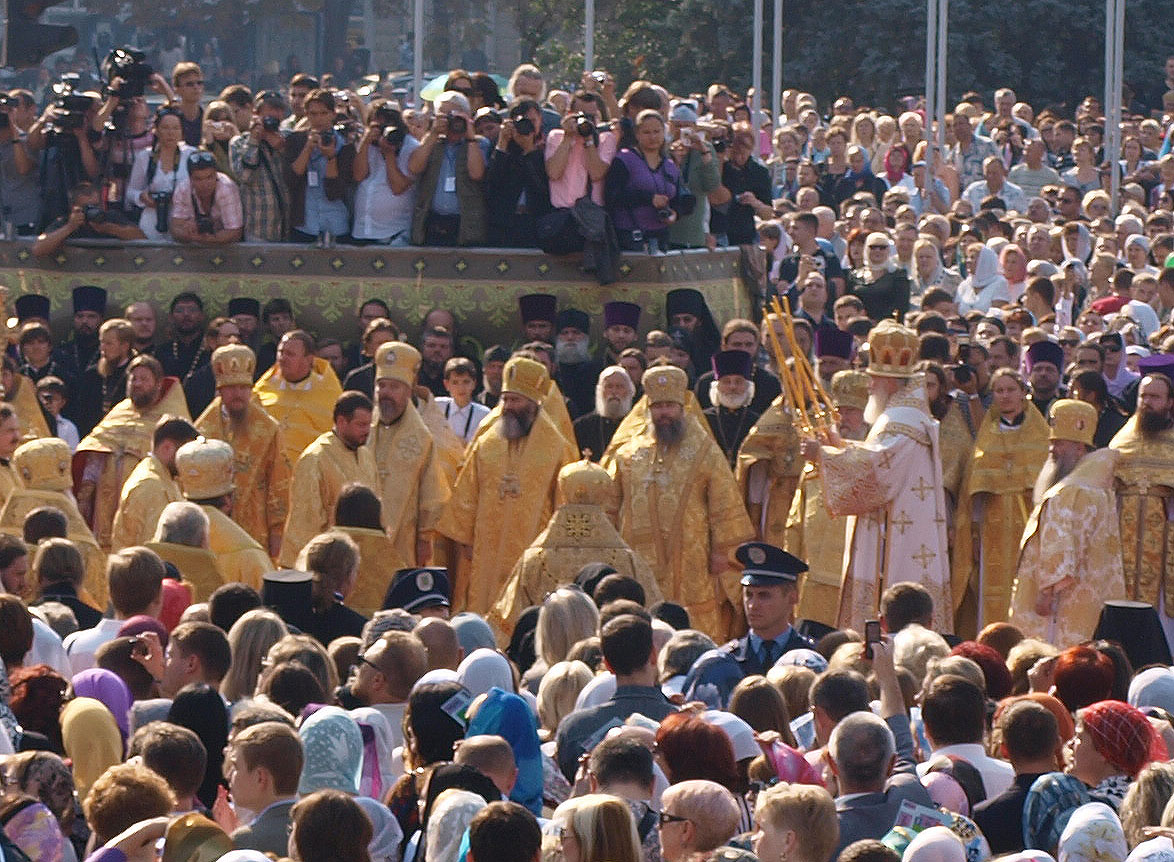
Приїзд патріарха Московського Кирила до Луганська. Театральна площа, 2011

Православ'я сповідує переважна більшість віруючого населення Луганської області.

## Історія XVII-XIX ст.
Утвердження православ'я на сході України розпочалося із слов’янською колонізацією територій уздовж річок Сіверський Донець, Айдар, Деркул, Євсуг та ін. наприкінці XVI – початку XVII ст. Переважна більшість переселенців - українці, росіяни, серби -  сповідувала православну віру.
Надзвичайно цікавими свідками засвоєння краю у XVII ст. є «Преображенські» катакомби з храмовими комплексами, що розташовані біля Преображенного Сватівського району. Подібні печери  існували неподалік від Новопскова.
З перших днів колонізатори краю прагнули налагодити у своїх поселеннях релігійне життя. Спочатку, не маючи власного храму, християни для здійснення треб запрошували священників з інших поселень, які іноді перебували за кілька десятків верст. Запорожці мали похідні полотняні або клейончасті божниці-намети. Подібний храм в ім’я Покрова Богородиці існував у Підгорному (нині Слов’яносербськ), в якому служив ієромонах Самарського Пустинно-Миколаївського монастиря (що на Дніпропетровщині). На станції Чорнухиному, за розпорядженням Запорозького Коша, було установлено ікону святителя Миколая Чудотворця. До неї був призначений священник, який задовольняв духовні потреби козаків, що прямували таємним шляхом із Січі на Дон.
У XVII-XVIII ст. на Луганщині почалося будівництво дерев’яних і кам’яних храмів. Деякі луганські храми були освячені відомим святителем Тихоном Задонським чудотворцем, єпископом Воронезьким. Щоправда, достеменно невідомо, чи приїжджав святий до краю сам, чи лише видавав грамоти про освячення престолів.
Розвиток промисловості у післяреформений період у другій половині XIX ст. сприяв різкому збільшенню населення, котре як і раніше залишилося у переважній більшості православним. У цей час до православ’я наверталося багато представників інших конфесій. Православними стали гірничі начальники Луганського ливарного заводу угорець Гесс-де-Кальве, німці Яків Нілус, Федір Фелькнер, Федір Мевіус. Слід зазначити, що мати Ф. П. Мевіуса походила з роду Мартіна Лютера, а батько Пауль був пастором у Барнаулі. Православ’я прийняв також видатний учений і гірничий інженер, який деякий час працював на луганському заводі, німець за походженням, Іван Тіме. Окрім протестантів і католиків до православ’я наверталися і юдеї, про що повідомлялося тоді у пресі.
На рубежі століть у краї спостерігається різке зростання кількості церков. Напередодні 1917 р. на Луганщині нараховувалося понад 300 парафій. У першій половині ХХ ст. приходи Луганського краю перебували у складі Харківської та Катеринославської єпархій. У 1916 р. у Харківській єпархії було засновано Старобільську кафедру вікарного єпископа. Єпископом був поставлений Феодор Лебедєв, колишній єпископ Сумський. З 10 жовтня 1917 р. до дня своєї смерті 29 вересня 1918 р. на кафедрі перебував Неофіт Слєдніков. 6 грудня 1918 р. собор єпископів на своєму засіданні знову благословив бути вікарієм Харківської єпархії Феодора. У 1919 р. владика втік разом з білогвардійцями за кордон. 1922 р. було звершене наречення в єпископа Старобільського Павла Кратирова, якого через рік обновленці змістили з кафедри. У 1924-1925 рр. вікаріатом керував єпископ Димитрій Галицький.

## Антицерковна доба (1917-1989рр.)
З приходом до влади більшовиків розпочалася доба антицерковних гонінь. Більшовики проголосили релігії  як “пережитку минулого” безпощадну війну, що принесла численні страждання віруючим усіх конфесій. Окрім терору й підриву економічних підвалин церкви, уряд уміло використовував і поглиблював внутрішньоцерковні протиріччя.
За підтримкою влади лояльні до режиму церковні об’єднання обновленців змогли захопити значну кількість парафій. У 1922 р. харківські обновленські ієрархи відсторонили єпископа Старобільського Павла Кратирова за відмову підпорядкуватися їм. У 1920-х рр. Старобільська кафедра знаходилася у руках архієреїв Української синодальної (обновленської) церкви (УСЦ) Олександра Мігулина, а згодом Мелетія Фоміна. У 1925 р. обновленці утворили Луганську єпархію. Її очолювали єпископи Веніамін, Юрій Прокопович, який перейшов у 1926 р. в юрисдикцію Української автокефальної православної церкви, Фотій Топіро і Володимир, призначений на кафедру у 1935 р.
У 1920-1930-ті рр. існувала Лугансько-Донецька єпархія Української соборно-єпископської церкви (УСЄЦ). Правлячим архієреєм був призначений Августин Вербицький. У 1933 р. до Луганська переїхав голова УСЄЦ Феофіл Булдовський, який знаходився тут до 1937 р.
За станом на 1 травня 1927 р. в Луганському окрузі зі 106 громад майже половина знаходилася у руках обновленців (28 громад) і соборно-єпископців (24 громади). Решта парафій залишилися в юрисдикції ієрархів Української православної церкви (Українського екзархату Російської православної церкви). У 1933 р. з 16 уцілілих громад 11 підпорядковувалися УСЄЦ, 4 – Українській православній церкві (УПЦ) і 1 – УСЦ. У Старобільському окрузі в 1927 р. було зареєстровано 59 громад УСЦ і 97 УПЦ.  Наприкінці 1920-х рр. у краї з’явилася значна кількість вірних Істинно-православної церкви.
Розчленивши православну церкву, уряд став знищувати її частинами. У роки гонінь влада закрила всі монастирі й велику кількість приходів. Одночасно з ліквідацією релігійних громад проходила розправа над священнослужителями та віруючими. У другій половині 30-х рр. репресії набули жахливих розмірів.
22 червня 1941 р. фашистська Німеччина вдерлася на терени Радянського Союзу. Людиноненависницька ідеологія фашистів була повним антиподом християнства. Утім німецька адміністрація на захоплених землях проголосила на завойованих територіях віротерпимість. Це було викликано прагненням окупаційної влади залучити на свій бік місцеве населення.
УПЦ у роки окупації очолювалася митрополитом Олексієм Громадським. Хоча церква не пішла на канонічний розрив з Російською православною церквою (РПЦ), Московська патріархія її не визнала.
Під час окупації у 1942-1943 рр. на Луганщині відновили свою діяльність 204 приходи УПЦ. У той час керівництво парафіями Донбасу здійснювали два церковних управління з центром у Макіївці і в Орджонікідзе (нині Єнакієве).  Єнакіївський округ увійшов до юрисдикції єпископа Київського Пантелеймона Рудика. А Макіївський округ підпорядковувався вікарію Ростовської єпархії єпископу Йосифу Чернову, який знаходився в Таганрозі. Попри те, що обидва угруповання визнавали над собою верховенство московської церковної влади, між ними розгорнулася гостра боротьба. Макіївський округ не увійшов до складу Донецької єпархії. Найбільший вплив у Донбасі мало Єнакіївське єпархіальне управління. До Донецької єпархії приєдналася основна частина православних приходів Сталінської та Ворошиловградської областей. Макіївське управління визнала, зокрема, парафія у Попасній.
У 1943 р. радянський уряд змінив державну політику щодо церкви і проголосив їй перемир’я. Проте це не припинило антирелігійну боротьбу. Після звільнення краю від німецьких окупантів кількість діючих православних громад скоротилася на 75 громад. Дозвіл на реєстрацію отримало лише 129.
У грудні 1943 р. Донбас перейшов у ведення єпископа Дмитра Магана. У 1944 р. була закладена Ворошиловградська кафедра, на яку був поставлений єпископ Никін Петін. У 1948 р. його перевели до Одеси. Відтак Ворошиловградсько-Донецька єпархія знаходилася в юрисдикції одеських архієреїв. Після архієпископа Никона її управляючими були у 1956-1965 рр. митрополит Борис Вік і в 1965-1990 рр. митрополит Сергій Петров.
З кінця 1940-х рр. був розпочатий черговий “штурм небес”, апогей якого досяг у період правління М.Хрущова. Знову відновилася практика закриття храмів. 1949 р. було скасовано 7 громад, у 1950-1952 рр. – 3, у 1957-1963 рр. – 52 і в 1967-1984 рр. – 11. Усього до 1985 р. число церков скоротилося до 55. У післявоєнні часи 39 церковних будівель, закритих у радянський період, були зруйновані, 36 – пристосовані під господарські потреби. 30 травня 1985 р. був знесений Миколаївський храм у Герасимівці, остання сакральна споруда в області, що постраждала у роки гонінь на віру.
У 50-ті роки церковна влада, прагнучи врятувати єпархію від остаточного знищення, порушила питання про заміщення кафедри. У 1958 р. було засновано Ворошиловградський вікаріат на чолі з єпископом Донатом Щеголєвим, який, однак, незабаром був зміщений зі своєї посади. У 1959 р. Синод РПЦ вилучив Луганську єпархію зі сфери управління одеського архієрея і підпорядкував Московській патріархії. Тимчасовим її управляючим був призначений єпископ Дмитровський Пимін Ізвєков, майбутній патріарх РПЦ.
У 1988 р. радянське керівництво взяло курс на нормалізацію державно-церковних відносин. На Луганщині, як і по всій країні, знову стали відкриватися церкви. У 1989-1991 рр. в області відродилося 53 парафії. У наступне десятиліття постало ще близько 210 православних громад УПЦ (Московського патріархату).

## Сучасна доба

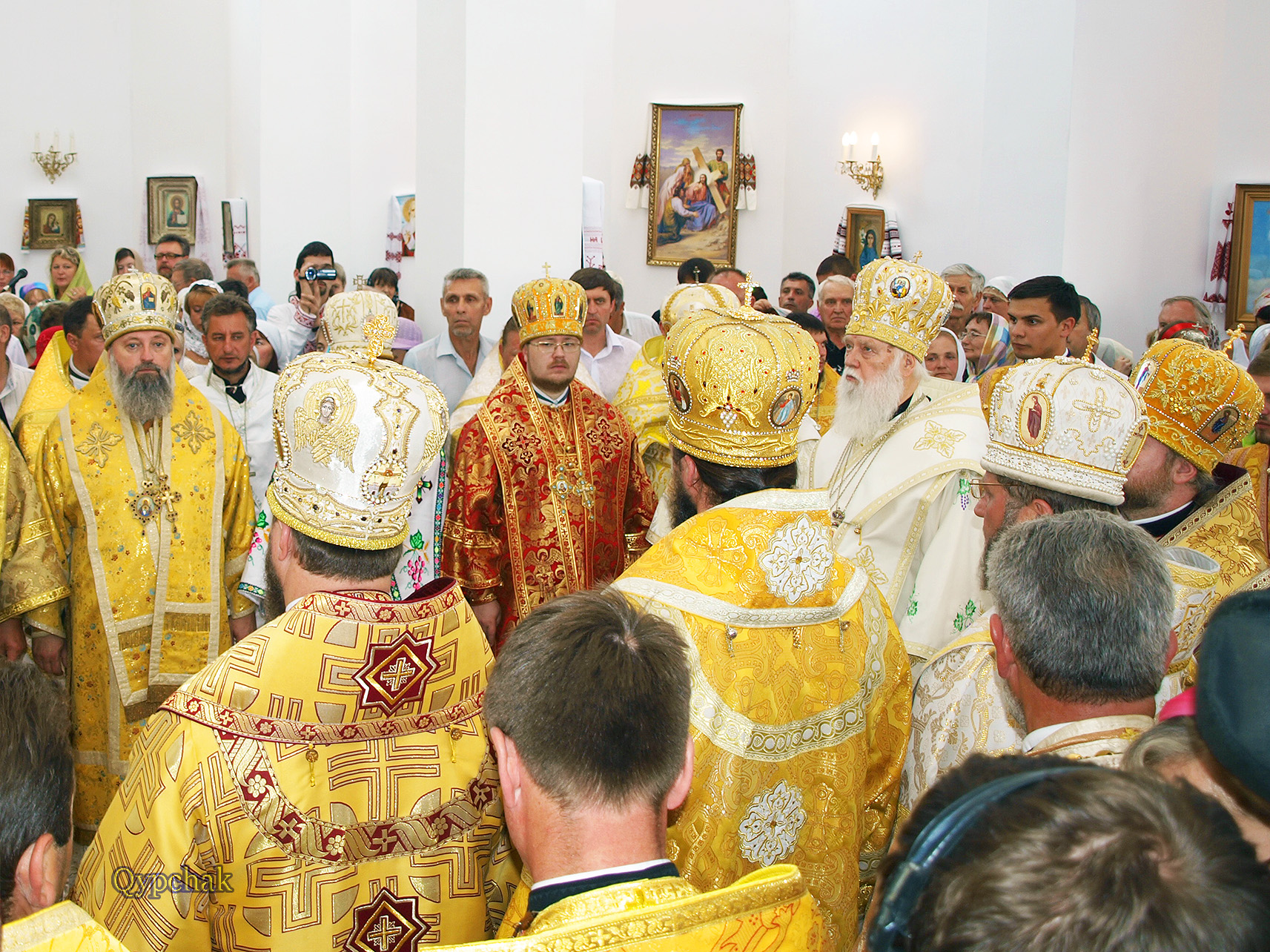
Патріарх УПЦ КП Філарет на освяченні Троїцького собору (Луганськ), 2013

1990 р. Донецька й Луганська єпархія УПЦ отримала свого архієрея. У лютому 1990 р. на кафедру був поставлений єпископ (нині митрополит) Іоанникій Кобзєв. У жовтні 1991 р. у зв’язку із зростанням кількості парафій в Донбасі єпархія була розділена на дві окремі церковні області. Новоутворена Луганська і Старобільська  єпархія залишилася під духовною опікою митрополита Іоанникія. 2007 р. за рішенням Священного Синоду УПЦ єпархія була розділена на дві самостійні: Лугансько-Алчевську і Сєвєвродонецько-Старобільську. Керування Лугансько-Алчевською єпархією залишено за митрополитом Іоанникієм.
На території області також діють громади УПЦ-КП, УАПЦ, ІПЦ, старообрядців.
15 грудня 2018 року відбувся Об'єднавчий собор українських православних церков в соборі Святої Софії у Києві, на якому було створено Православну церкву України
Луганську єпархію УПЦ КП було перереєстровано в Луганську єпархію Православної церкви України. Проте активна протидія з боку Російської Православної Церкви призвела до того, що на Луганщині жодна парафія УПЦ МП не перейшла до ПЦУ. Нині постійно діючі парафії ПЦУ є в містах Сєвєродонецьк, Лисичанськ, Сватове, с. Веселе (Старобільський район). В інших містах області триває робота зі створення парафій ПЦУ.
17 листопада 2021 року Предстоятель Православної церкви України, митрополит Київський і всієї України Епіфаній здійснив свій першосвятительський візит в Луганську область. У Сєвєродонецьку на пустирі по вул. Гагарина, 116 Блаженнійший митрополит Епіфаній освятив Хрест та заклав пам'ятну капсулу у фундамент майбутнього кафедрального собору преподобного Сергія Радонезького.

## Чернецтво
Чернецтво в Луганському краї бере свій початок з часів поширення християнства у Дешт-и-Кипчаку (Дикому полі). Першим подвижником, про якого є письмова згадка, був відомий серед козаків у XVIII ст. пустельник Петро Довгаль, відставний військовий старшина. Усамітнившись у місцевості поблизу сучасного села Красний Кут, він  присвятив решту свого життя служінню Богу. Запорожці постійно приходили до нього на поклін і для духовних бесід. На півночі області у XVIII-XIX ст. жив не менш відомий Дмитро Горський. У XIX ст. чотири монахи  намагалися заснувати під Новопсковим печерний скит, але незабаром були вигнані поліцією. У 1886 р. у Старобільську на місці жіночої громади був заснований Скорботницький монастир. У 1912 р. у Луганську був відкритий Троїцький чоловічий монастир. У 1905 р. у Сватовому був створений православний Успенсько-Серафимівський жіночий монастир, ігуменею якого стала вдова Тимофія Раздабарова Матрона.
У 1992 р. був відновлений Старобільський жіночий монастир на честь ікони Божої Матері «Всіх скорботних Радість».

## Єпархії різних церковних юрисдикцій 1917-1943

### ЮрисдикціяРПЦтаУкраїнського екзархату
Старобільський вікаріат Харківської єпархії
- Феодор Лебедєв, колишній єпископ Сумський
- Неофіт Слєдніков (10 жовтня 1917 р. - 29 вересня 1918 р.)
- Феодор Лебедєв (6 грудня 1918 р.-1919 р.)
- Павло Кратиров (1922-1923)
- Дмитро Галицький (1924-1925)

Київська єпархія (1941-1943)
- Пантелеймон Рудик

Ростовська єпархія (1941-1943)
- Йосиф Чернов

Дніпропетровська єпархія (1943)
- Дмитро Маган

### ЮрисдикціяУкраїнської синодальної церкви(1924-1935)
Луганський вікаріат Донецької єпархії (1924-1925)
- Юрій Прокопович

Луганська єпархія (1925-1935)
- Веніамін (1925-1928)
- Фотій Топіро (1928-1931)
- митр. Анатолий Соколов (1933-1935)
- Володимир Ковін (1935)

Старобільський вікаріат Харківської єпархії
- Олександр Мігулин
- Мелетій Фомін

### ЮрисдикціяУкраїнської соборно-єпископської церкви
Лугансько-Донецька єпархія (1925-1941)
- Августин Вербицький (1925-1933)
- Феофіл Булдовський (1933-1937)

### ЮрисдикціяІстинно-православної церкви
Старобільський вікаріат Харківської єпархії
- Павло Кратиров

Бахмутсько-Донецький вікаріат Катеринославської єпархії
- Йоасаф Попов

Воронізька єпархія
- Олексій Буй

## Єпархія у 1944-1990

### Юрисдикція Українського екзархату РПЦ

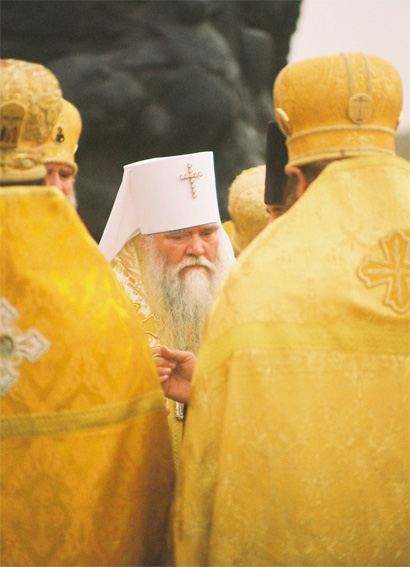
Митрополит УПЦ МП Іоанникій (2007-2012)

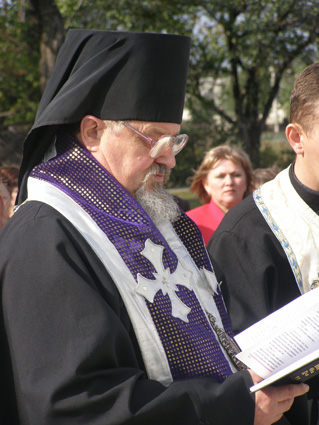
Єпископ УПЦ-КП Всеволод (2003-2009) на заходах, присвячених річниці виселення лемків з Польщі (Село Переможне Луганської області)

Єпископ УПЦ-КП Мефодій на урочистостях з нагоди Дня незалежності (Луганськ)

Ворошиловградська єпархія (1944-1948)
- Никін Петін

Ворошиловградсько-Донецька єпархія у складі Одеської єпархії (1948-1990)
- керуючий єпископ Одеський Никін Петін (1948-1956)
- керуючий митрополит Одеський Борис Вік (1956-1965)
- керуючий митрополит Одеський Сергій Петров (1965-1990)

Ворошиловградський вікаріат Одеської єпархії (1958-1959)
- Донат Щеголєв

Ворошиловградсько-Донецька єпархія під прямим підпорядкуванням Московської патріархії
- єпископ Пимен Ізвєков, майбутній патріарх РПЦ

Донецько-Луганська єпархія (1990-1991)
- Іоанникій (Кобзєв)

## Єпархії різних церковних юрисдикцій з 1991

### ЮрисдикціяУПЦ МП
Лугансько-Старобільська  єпархія (1991-2007)
- Іоанникій (Кобзєв)

Лугансько-Алчевська єпархія
- Іоанникій (Кобзєв) (2007-2012)
- Митрофан (Юрчук)

Ровенківський вікаріат Лугансько-Алчевської єпархії (з 2009)
- Володимир (Орачев)

Сєвєвродонецько-Старобільська єпархія (з 2007)
- схієпископ Серафим (Залізницький) (4-10 червня 2007)
- Пантелеимон (Бащук) (10-27 червня 2007)
- Іларій (Шишковський) (29 липня – 14 грудня 2007)
- Агапіт (Бевцик)

### ЮрисдикціяУПЦ КП
Донецько-Луганська єпархія (1992-2000)
- Полікарп Гуц.
- Ізяслав (Карга) (1994-1995)
- Іоанн Зинов'єв (1995)
- Іоасаф Васильків (1997)
- Юрій Юрчик (1999-2000)

Луганська єпархія (2000-2009)
- Юрій Юрчик (2000-2003)
- Всеволод (Матвієвський) (2003-2009)

Лугансько-Старобільська єпархія
- Тихон (Петранюк) (2009-2010)
- Мефодій (Срібняк)